# HOYAヘルスケア
HOYAヘルスケア株式会社（ほうやヘルスケア）はかつて存在した日本の企業。本社を東京都新宿区高田馬場に置き、コンタクトレンズ販売店の「アイシティ」を全国で展開していた。2010年に親会社のHOYAが吸収合併。

## 沿革
- 1972年 - HOYAのコンタクトレンズ部門として発足。
- 1991年 - HOYAヘルスケア設立。
- 1997年 - HOYAの100%出資の子会社となる。
- 2003年 - ハーモニー補聴器に補聴器部門を譲渡。
- 2004年 - アイシティの店舗数が100店舗を突破。
- 2009年8月17日 - HOYAとの合併を発表[1]。
- 2010年1月1日 - HOYAと合併し解散、同社のアイケア事業部となる。